# Tętnica nadłopatkowa

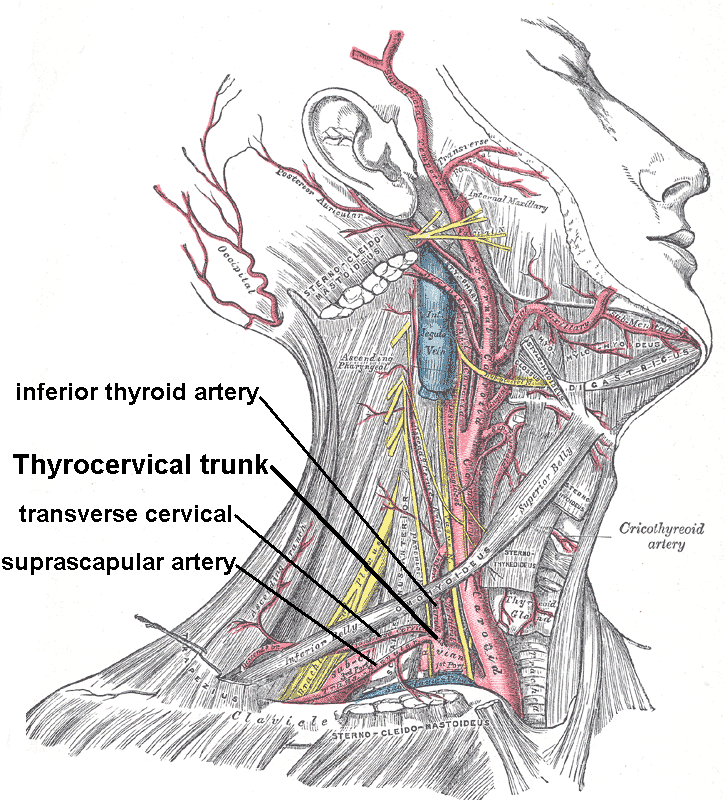
Odejście tętnicy nadłopatkowej (suprascapular artery) w najczęściej spotykanym wariancie.

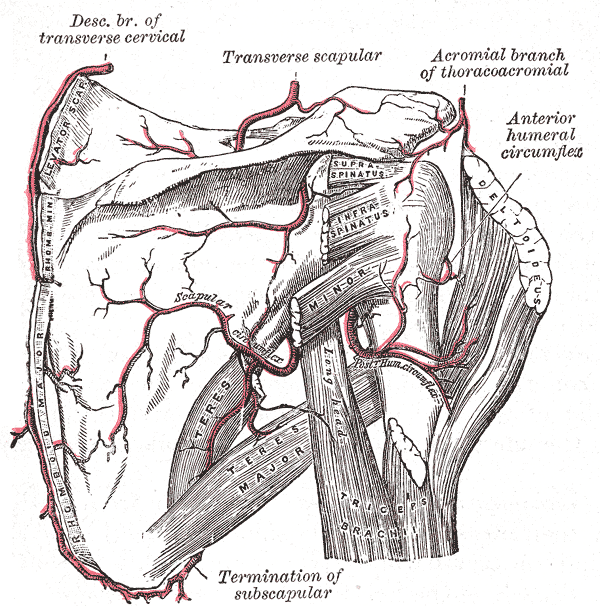
Tętnica nadłopatkowa – widok od tyłu.

Tętnica nadłopatkowa (łac. arteria suprascapularis, ang. suprascapular artery, SSA) – w anatomii człowieka tętnica będąca gałęzią odchodzącą od pnia tarczowo-szyjnego, będącego z kolei gałęzią tętnicy podobojczykowej w jej odcinku wstępującym. Tętnica nadłopatkowa unaczynia mięsień nadgrzebieniowy i mięsień podgrzebieniowy.
Część wstępująca tętnicy podobojczykowej po stronie lewej znajduje się pod płucem, po stronie prawej pod mięśniem mostkowo-tarczowym i mostkowo-gnykowym. Po obu stronach jest krzyżowana przez nerw błędny (X nerw czaszkowy), bocznie od skrzyżowania z nerwem błędnym występuje skrzyżowanie z pniem współczulnym. Czasami z przodu występuje pętla podobojczykowa.
Tętnica nadłopatkowa przechodzi najczęściej przed splotem ramiennym (choć zdarzają się przypadki przechodzenia pomiędzy jego pniami, lub za nim), owija się dookoła pęczka bocznego splotu ramiennego, przechodzi następnie za mięśniem łopatkowo-gnykowym, wzdłuż obojczyka z tyłu, nad więzadłem poprzecznym łopatki górnym. Wchodzi do dołu nadgrzebieniowego i dołupodgrzebieniowego i dochodzi do górnego brzegu łopatki.
Tętnica nadłopatkowa oddaje gałąź barkową (ang. acromial branch), która z gałęzią barkową od tętnicy piersiowo-barkowej tworzy sieć barkową.

## Warianty anatomiczne
W 30% przypadków tętnica nadłopatkowa wychodzi z pnia szyjno-grzbietowego, w 4% przypadków – z pnia grzbietowo-łopatkowego, w 22% przypadków – z pnia szyjno-łopatkowego, w 24% przypadków – z pnia szyjno-grzbietowo-łopatkowego. W pozostałych przypadkach tętnica wychodzi bezpośrednio z pnia tarczowo-szyjnego.
Rzadko może też wychodzić z początkowego odcinka tętnicy pachowej (gałęzi końcowej tętnicy podobojczykowej), z tętnicy piersiowej wewnętrznej, z tętnicy grzbietowej łopatki lub z tętnicy podobojczykowej.
Zanotowano przypadek występowania dodatkowej tętnicy nadłopatkowej, przebiegającej jednak razem z tą główną.